# Sanex Trophy 2001
Sanex Trophy 2001 — жіночий тенісний турнір, що проходив на відкритих кортах з ґрунтовим покриттям у Кнокке-Гейст (Бельгія). Належав до турнірів 4-ї категорії в рамках Туру WTA 2001. Відбувсь утретє й востаннє і тривав з 16 до 22 липня 2001 року. Несіяна Ірода Туляганова здобула титул в одиночному розряді й отримала 23,5 тис. доларів США.

## Фінальна частина

### Одиночний розряд
Ірода Туляганова —  Гала Леон Гарсія, 6–2, 6–3
- Для Туляганової це був 2-й титул в одиночному розряді за рік і 3-й — за кар'єру.

### Парний розряд
Вірхінія Руано Паскуаль /  Магі Серна —  Руксандра Драгомір Іліє /  Андрея Ехрітт-Ванк, 6–4, 6–3